# Villeroy (Somme)
Villeroy is een gemeente in het Franse departement Somme (regio Hauts-de-France) en telt 218 inwoners (2004). De plaats maakt deel uit van het arrondissement Amiens.

Gemeentehuis
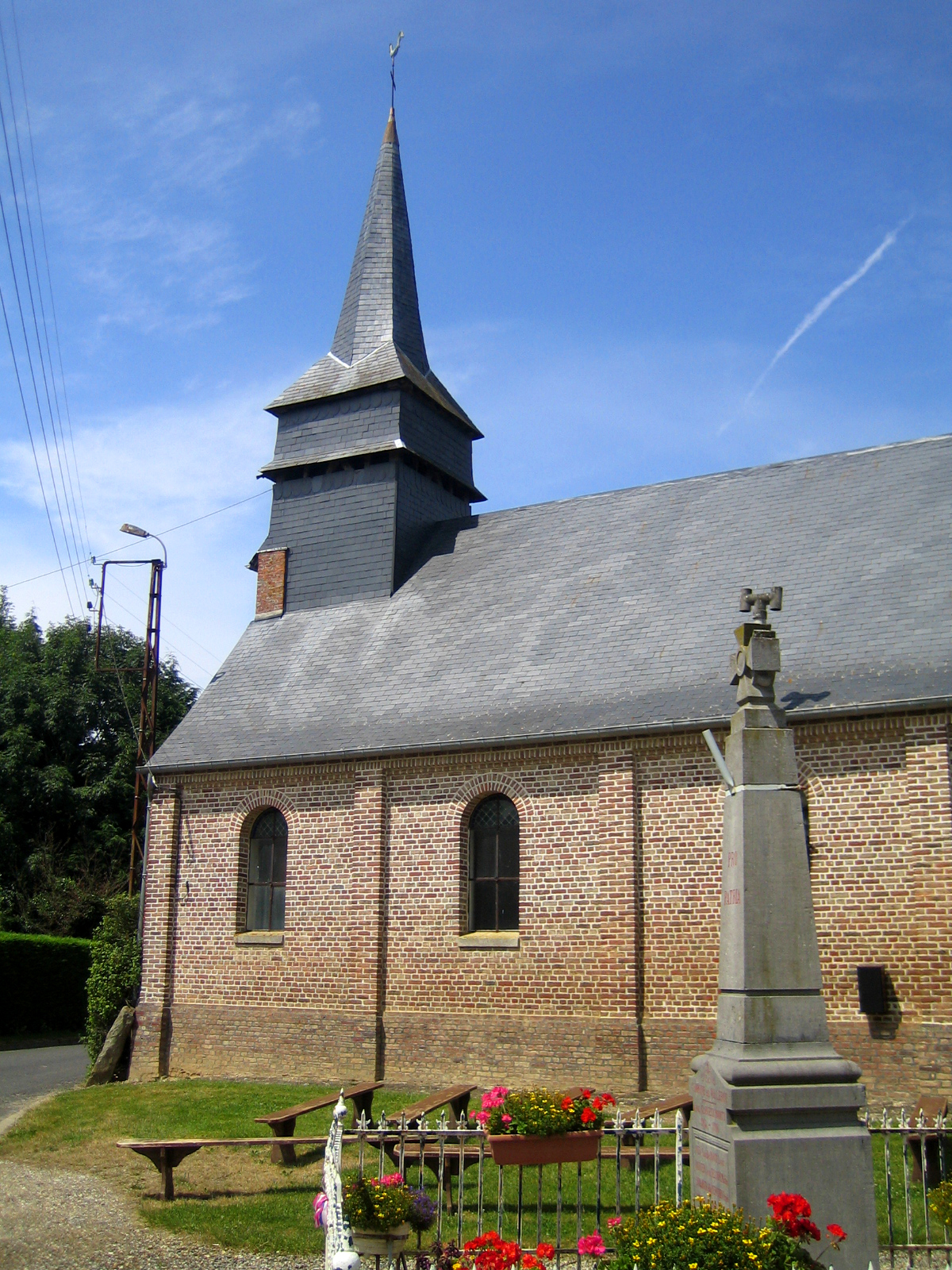
Kerk in Villeroy

## Geografie
De oppervlakte van Villeroy bedraagt 6,0 km², de bevolkingsdichtheid is 36,3 inwoners per km².
De onderstaande kaart toont de ligging van Villeroy (Somme) met de belangrijkste infrastructuur en aangrenzende gemeenten.

## Demografie
Onderstaande figuur toont het verloop van het inwonertal (bron: INSEE-tellingen).